# SMS Fürst Bismarck
O SMS Fürst Bismarck foi um cruzador blindado operado pela Marinha Imperial Alemã no início do século XX. Sua construção começou em abril de 1896 no Estaleiro Imperial de Kiel e foi lançado ao mar em setembro do ano seguinte, sendo comissionado em abril de 1900. Projetado para serviço no império colonial alemão, era armado com uma bateria principal composta por quatro canhões de 240 milímetros montados em duas torres de artilharia duplas, tinha um deslocamento carregado de mais de onze mil toneladas e alcançava uma velocidade máxima de dezoito nós.
A finalização do Fürst Bismarck foi apressada no início de 1900 por causa do início do Levante dos Boxers na China, com o navio chegando no local mais tarde no mesmo ano e tornando-se a capitânia da Esquadra da Ásia Oriental. Sua principal contribuição foi participar do bloqueio do rio Yangtzé. Depois disso permaneceu na região como capitânia e suas principal atividades no período consistiram em patrulhas de rotina, exercícios de treinamento e visitas para portos estrangeiros. Durante a Guerra Russo-Japonesa, o cruzador internou alguns navios russos danificados em Tsingtao.
A condição material do Fürst Bismarck tinha se deteriorado bastante até o início de 1909 e assim ele foi chamado de volta para casa. Ele ficou sob reparos e modernização no Estaleiro Imperial de Kiel entre 1910 e 1914. A Primeira Guerra Mundial começou ao final deste período e o cruzador foi trazido de volta ao serviço como um navio-escola, pois não era mais considerado adequado para operações combate. Foi desarmado entre 1915 e 1916 e continuou servindo na função de treinamento até o final da guerra em 1918. Foi descartado em junho de 1919 e desmontado no ano seguinte.

## Antecedentes
A Marinha Imperial Alemã foi contra a construção de cruzadores blindados desde a década de 1870 até o início da década de 1880. Entretanto, as opiniões dos oficiais mais bem graduados da frota começaram a mudar com a ascensão do general de infantaria Leo von Caprivi para a posição de Chefe do Almirantado Imperial em meados da década de 1880. Caprivi, pouco depois de sua nomeação ao cargo, estabeleceu uma comissão para examinar a questão do futuro da construção naval. Ele pediu, como parte do processo, vários projetos experimentais para Alfred Dietrich, o principal construtor da Marinha Imperial, a fim de comparar os custos estimados das várias propostas. Dietrich, entre as várias propostas para couraçados e navios de defesa de costa, preparou dois projetos para cruzadores blindados com deslocamentos de 6 430 e 7 500 toneladas, respectivamente. Tinham uma bateria principal de oito canhões de 240 milímetros e uma proteção de blindagem idêntica, com as principais diferenças sendo o tamanho maior e maior potência dos motores do segundo, o que lhe dava uma velocidade máxima de meio nó a mais.
Eventos políticos logo passaram por cima do programa de Caprivi, pois os imperadores Guilherme I e Frederico III morreram em rápida sucessão em 1888, levando ao trono o imperador Guilherme II no chamado Ano dos Três Imperadores. Este rapidamente dispensou Caprivi e o substituiu com o vice-almirante Alexander von Monts, que optou por construir os quatro couraçados da Classe Brandenburg, pois Guilherme desejava modernizar a Marinha Imperial. Monts acabou morrendo no início de 1889 e o imperador reorganizou o alto comando naval, nomeando o vice-almirante Karl Eduard Heusner como Secretário de Estado do Escritório Naval Imperial, encarregado de supervisionar questões administrativas como a construção de navios. Heusner foi substituído em 1890 pelo vice-almirante Friedrich von Hollmann, que acreditava que a Alemanha não conseguiria competir com a dominância da Marinha Real Britânica. Consequentemente, ele optou por uma estratégia baseada em uma força defensiva concentrada em pequenos navios de defesa de costa e flotilhas de barcos torpedeiros, mais alguns cruzadores para protegerem o império colonial alemão e interesses econômicos alemães no estrangeiro.

### Competição de projeto
O contra-almirante Hans von Koester, frustrado pela preferência de Hollmann por cruzadores menores e mais baratos, lhe escreveu uma carta em janeiro de 1891 delineando as fraquezas dessas embarcações, destacando os cruzadores protegidos da Classe Irene recém completados, que eram muito lentos para servirem como batedores da frota e com armas muito fracas para participarem de batalhas. Hollmann logo foi convencido, especialmente depois que Guilherme interviu, começando em abril a pedir propostas de estaleiros alemães. As exigências eram dimensões de acordo com as infraestruturas portuárias existentes, velocidade de dezessete nós (31 quilômetros por hora), bateria principal de quatro canhões de 240 milímetros e cinturão de 250 milímetros de espessura. Discussões entre Hollmann e o vice-almirante Max von der Goltz, o chefe do Alto Comando Naval, fizeram com que a velocidade aumentasse para dezenove nós (35 quilômetros por hora) e que um deslocamento entre oito e nove mil toneladas fosse estabelecido.
Cinco estaleiros particulares e os três estaleiros imperiais foram selecionados até agosto para participarem de uma competição de projeto. O imperador também participou semi-secretamente por meio de seu gabinete naval, que enviou propostas em seu nome. Hollmann esperava que o processo andasse rápido para que assim pudesse encomendar três cruzadores blindados para o ano de construção de 1892–1893. Ele ordenou em abril de 1892 que propostas fossem enviadas até 1º de maio, mas esse prazo era irrealista e ele foi forçado a adiar até 1º de outubro. Nove projetos foram enviados e estes foram avaliados entre junho e julho de 1893; o comando naval determinou que nenhum deles era aceitável. Para Hollmann, isso não foi de todo ruim, pois o financiamento do projeto que tinha concebido no início de 1891 tinha sido repetidamente adiado, enquanto em 1893 o Exército Alemão estava no meio de uma grande expansão e assim absorvendo fundos que de outra forma teriam ido para a Marinha Imperial.
Koester, enquanto a competição ainda estava em andamento, emitiu uma ordem em abril de 1893 para que um estudante de arquitetura naval criasse uma proposta de cruzador blindado de aproximadamente 6,5 mil toneladas de deslocamento, que era perto do francês Dupuy de Lôme. Koester queria avaliar se era preferível as propostas maiores de Hollmann ou uma menor semelhante ao navio francês. O estudante Hermann Wellenkamp concluiu que um cruzador limitado a 6,5 mil toneladas exigiria reduções significativas em proteção de blindagem e força estrutural. Consequentemente, o conceito de um navio menor foi completamente abandonado em projetos futuros.
Guilherme realizou várias tentativas de revisar seu projeto depois do fracasso da competição, mas não conseguiu criar um navio funcional. Hollmann previu um cruzador blindado, designado Ersatz Leipzig, no orçamento de 1894–1895 para substituir a antiga corveta SMS Leipzig. As opiniões na Dieta Imperial, que historicamente foram contra gastos navais, nesta altura estavam melhorando. O conselho orçamentário aprovou o pedido para a inclusão de um novo couraçado, que se tornaria o SMS Kaiser Friedrich III, e também o Ersatz Leipzig, porém o apoio para um cruzador grande e caro tinha ruído quando a proposta chegou na própria Dieta e assim apenas o couraçado foi aprovado. Esta derrota deu a Dietrich e à equipe de projeto mais tempo para trabalharem nos detalhes do projeto. Outra tentativa seria feita para colocar o Ersatz Leipzig no ano de construção de 1895–1896, mas em vez disso os primeiros membros da Classe Victoria Louise de cruzadores protegidos acabaram tendo suas obras iniciadas em 1895.

## Desenvolvimento
Registros sobre o início do histórico de projeto do Fürst Bismarck são fragmentários; segundo o historiador Dirk Nottelmann, pode-se presumir que os parâmetros básicos da competição de projeto foram usados como ponto de partida em 1894. Complicando as coisas ainda mais, o contra-almirante Alfred von Tirpitz publicou em junho de 1894 o memorando "Documento Oficial Nº IX" que estabelecia sua visão para o desenvolvimento futuro da Marinha Imperial. Este plano incluía previsões para um cruzador blindado que enfatizavam sua função como batedor para a frota de batalha, exigindo desta forma uma velocidade máxima de vinte nós (37 quilômetros por hora) e um grande número de canhões secundários de disparo rápido de 149 milímetros. Estas prioridades contrastavam bastante com as exigências anteriormente estabelecidas por Hollmann.
A proposta de projeto mais antiga sobrevivente foi designada VIIc e de forma geral seguia as exigências de Hollmann, incluindo seu armamento, porém tinha uma velocidade máxima de vinte nós de acordo com o pensamento de Tirpitz. Esta proposta foi completada em 1º de novembro de 1894 e foi aprovada por Guilherme quatro dias depois. A liderança naval, motivada pelo imperador, em seguida avaliou se canhões de 105 milímetros poderiam ser substituídos por um número igual de armas de 149 milímetros. A equipe de projeto concluiu que economias de peso em outros locais seriam necessárias para se manter a velocidade no mesmo casco, com a solução mais simples sendo reduzir o tamanho da bateria principal de 240 para 210 milímetros. Esta proposta foi designada VIII, mas foi logo rejeitada por causa de um aumento de peso ainda muito proibitivo. Mais seis conceitos foram propostos, com canhões de 210 e 240 milímetros e diferentes números de armas secundárias de 149 milímetros. Mais discussões sugeriram a possibilidade de dois canhões de 283 milímetros ou reduções na espessura da blindagem para diminuir o peso. Também foi considerado reduzir o tamanho do navio em mil toneladas e incorporar melhoramentos nos últimos três membros da Classe Victoria Louise, o que os converteria em cruzadores blindados. Nenhuma destas ideias acabou influenciando o projeto final.
Hollmann fez uma reunião em 29 de abril de 1895 com os departamentos relevantes para definir as características finais do novo cruzador. Os representantes estabeleceram os detalhes pelos três dias seguintes, muitos dos quais foram inspirados nos couraçados da Classe Kaiser Friedrich III, incluindo o tipo e arranjo do armamento, composição da superestrutura e configuração do sistema de propulsão. Uma nova proposta, chamada VIId, foi preparada em 24 de maio e aprovada por Guilherme três dias depois. O novo navio seria nomeado Fürst Bismarck e seria mais de um nó mais rápido do que os couraçados por meio de um casco cinco metros mais comprido, um sistema de propulsão com 510 cavalos-vapor a mais e reduções na blindagem. Alguns detalhes permaneceram sem definição, pois VIId omitia um revestimento de cobre no casco; Tirpitz e seus apoiadores eram contra o revestimento pois o consideravam desnecessário em águas domésticas e um peso extra. A facção de Hollmann insistia na instalação porque queriam usar o cruzador no estrangeiro onde limpezas frequentes do casco seriam impossíveis. O imperador acabou intervindo em 10 de junho e mandou que o revestimento fosse instalado.
Essa adição do revestimento necessitou de mais revisões para impedir que o peso aumentasse. O navio foi alargado e a bateria secundária rearranjada a fim de reduzir a blindagem necessária para proteger os canhões. Esta versão, também designada VIII, foi aprovada em 13 de setembro, mas rapidamente ficou claro que o casco não era forte o bastante para os pesos propostos. Consequentemente, para evitar a necessidade de reduzir a espessura da blindagem, o casco foi alongado de 117 para 120 metros entre as perpendiculares para que assim a estrutura reforçada do casco não aumentasse demasiadamente o calado. Dietrich continuou com o detalhamento no início de 1896, apresentando seu projeto finalizado em um memorando de 16 de abril. A Dieta, apesar de grande oposição política, nesta altura tinha aprovado a construção, que já tinha começado em 1º de abril.
O novo navio era significativamente maior que a Classe Victoria Louise, porém, diferentemente destas embarcações, a intenção era que o Fürst Bismarck servisse no exterior no império colonial alemão. O cruzador marcou um avanço significativo no poderio dos cruzadores alemães, com isto sendo refletido em sua designação como cruzador de primeira classe, o primeiro navio do seu tipo a ser construído para a frota alemã. A embarcação seria usada para apoiar as colônias alemãs no Extremo Oriente e Oceano Pacífico. Hollmann foi substituído por Tirpitz ainda durante a construção, com este favorecendo a construção de uma poderosa frota formada por vários couraçados; o Fürst Bismarck então recebeu uma tarefa secundária, batedor da frota de batalha, porém mesmo assim passou a maior parte da sua carreira no exterior.

## Projeto

### Características

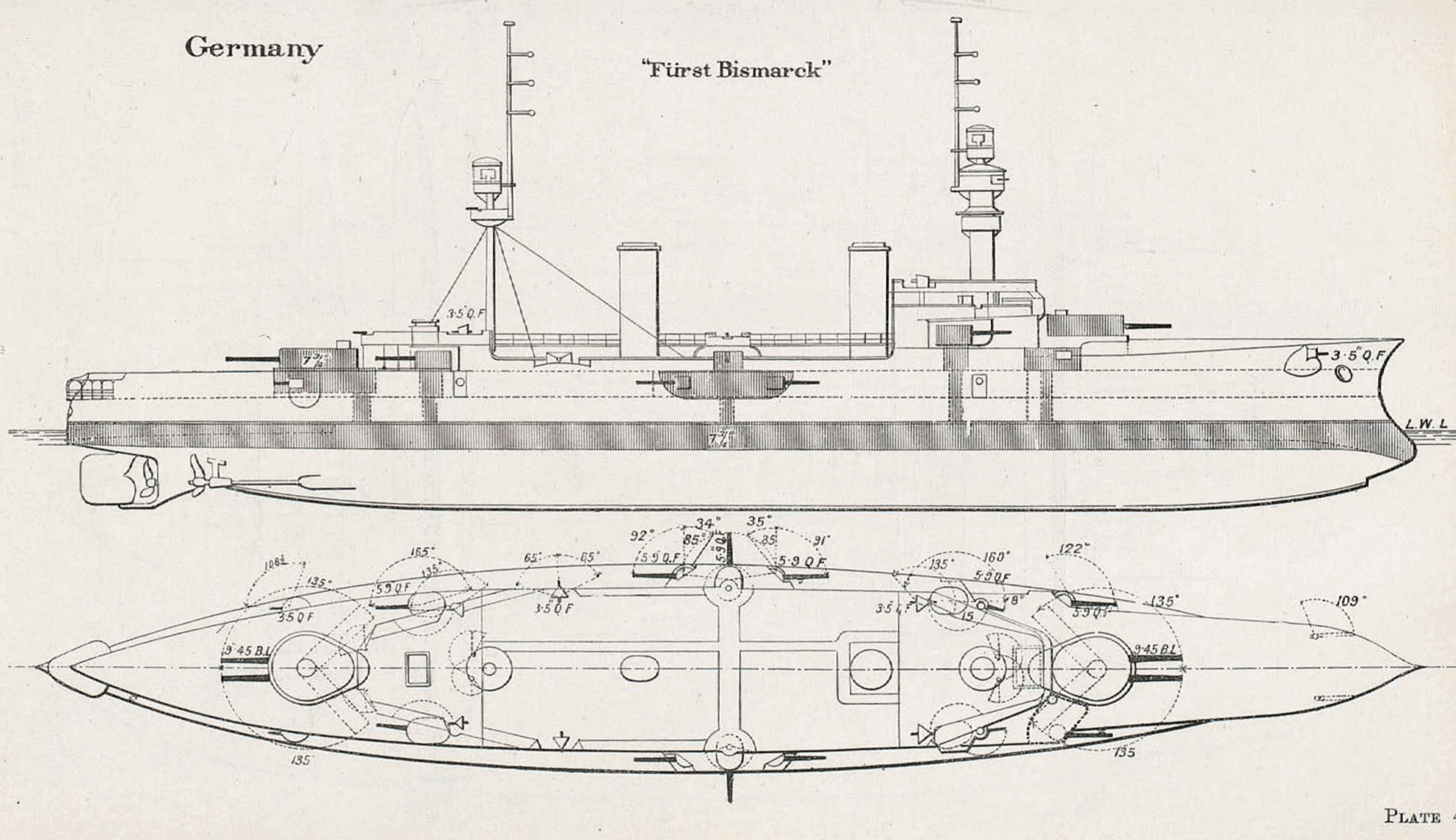
Desenho do Fürst Bismarck

O Fürst Bismarck tinha 125,7 metros de comprimento da linha de flutuação e 127 metros de comprimento de fora a fora. Sua boca era de 20,4 metros, enquanto o calado ficava em 7,8 metros à vante e 8,46 metros à ré. Seu deslocamento normal era de 10 690 toneladas, enquanto o deslocamento carregado era de 11 461 toneladas. O Fürst Bismarck foi descrito como um navio de navegabilidade muito boa e muito responsivo aos comandos do leme. Entretanto, sofria de sérios problemas de balanço e de vibração excessiva enquanto navegava em altas velocidades. Também sofria de perdas significativas de velocidade, em até 1,5 nós (2,8 quilômetros por hora), quando enfrentava de frente ondas de pelo menos três metros. Sua altura metacêntrica era de 72 centímetros.
Foi construído com armações de aço transversais e longitudinais; seu casco era de uma única camada de tábuas de madeira cobertas com um revestimento de metal Muntz que estendia-se em até 95 centímetros acima da linha de flutuação. As partes mais baixas do navio e da popa eram cobertas por placas de bronze. Tinha treze compartimentos estanques e um fundo duplo que cobria 59% do comprimento total do casco. Também foi equipado com um rostro na proa. O casco do Fürst Bismarck afinava-se significativamente da linha de flutuação para cima.
Sua superestrutura incluía uma grande torre de comando à vante com uma ponte em cima, bem como uma estrutura menor à ré com uma torre de comando secundária. Uma passarela elevada conectava as superestruturas de vante e ré. Foi equipado com dois grandes mastros militares para holofotes acima de gáveas para armas menores. Os mastros também tinham mastaréus para sinalização que podiam ser removidos a fim de permitir que o cruzador passasse pelas pontes do Canal Imperador Guilherme.
A tripulação era de 35 oficiais e 585 marinheiros. Podia acomodar catorze oficiais e 62 marinheiros a mais quando servia de capitânia de uma esquadra. Levava vários barcos menores, incluindo um barco de piquete, um escaler, duas pinaças, dois cúteres, dois yawls e três botes. Havia dois guindastes para colocar e tirar os barcos da água.

### Propulsão
O sistema de propulsão consistia em três motores verticais de tripla expansão com quatro cilindros, cada um girando uma hélice de três lâminas. A hélice central tinha 4,4 metros de diâmetro, enquanto as duas hélices laterais tinha 4,8 metros de diâmetro. O vapor vinha de oito caldeiras  a carvão. Quatro caldeiras eram de tubos d'água do tipo Thornycroft–Schultz, construídas sob licença da Germaniawerft; eram uma variação da caldeira Thornycroft padrão com melhoramentos no fluxo do sistema de combustão que resultava em um arranjo diferente. As oito caldeiras restantes eram caldeiras cilíndricas de tubos de fogo do tipo Scotch. Os modelos Thornycroft–Schultz tinham duas fornalhas cada, totalizando oito, enquanto as caldeiras cilíndricas tinham quatro cada, total de 32. A exaustão das caldeiras ocorria por duas grandes chaminés à meia-nau.
Os motores tinham uma potência indicada de 13,7 mil cavalos-vapor (10,1 mil quilowatts) para uma velocidade máxima de 18,7 nós (24,6 quilômetros por hora). As máquinas foram forçadas até uma potência de 13 622 cavalos-vapor (10 158 quilowatts) durante os testes marítimos, porém a velocidade continuou em 18,7 nós. O Fürst Bismarck carregava normalmente até novecentas toneladas de carvão, ou 1,4 mil toneladas se todos os espaços de armazenamento disponíveis fossem usados. Tinha uma autonomia de 3,2 mil milhas náuticas (5 980 quilômetros) a uma velocidade de doze nós (22 quilômetros por hora), enquanto a dez nós (dezenove quilômetros por hora) a autonomia aumentava para 4 560 milhas náuticas (8 450 quilômetros). A energia elétrica de bordo era gerada por cinco geradores que produziam uma corrente de 325 quilowatts a 110 volts.

### Armamento
O armamento principal era formado por quatro canhões calibre 40 de 240 milímetros montados em duas torres de artilharia, uma à vante e outra à ré da superestrutura. As torres eram do modelo Drh. L. C/98, que podiam abaixar até cinco graus negativos e elevar até trinta graus. O alcance máximo era de 16,9 quilômetros. Disparavam projéteis perfurantes de 140 quilogramas a uma velocidade de saída de 835 metros por segundo. O navio armazenava 312 projéteis, 78 para cada arma. A cadência de tiro era de um disparo a cada 42 segundos. Os guindastes de munição que levavam os projéteis e propelentes dos depósitos não ficavam dentro da estrutura giratória da torre. O manuseio de munição era feito manualmente e exigia duas transferências, primeiro dos guindastes para a plataforma giratória da torre e então desta para a plataforma de carga.
A bateria secundária tinha doze canhões calibre 40 de 149 milímetros em casamatas tipo MPL. Disparavam projéteis perfurantes a uma cadência de quatro a cinco disparos por minuto. Cada canhão tinha um carregamento de 120 projéteis, totalizando 2 160. Podiam abaixar até sete graus negativos e elevar até vinte graus para um alcance máximo de 13,7 quilômetros. Cada projétil pesava 51 quilogramas e era disparado a uma velocidade de 735 metros por segundo. Os canhões eram elevados e girados manualmente.
A bateria contra barcos torpedeiros era de oito canhões calibre 30 de 88 milímetros instalados em uma mistura de casamatas e montagens giratórias. Disparavam projéteis de 7,04 quilogramas quilogramas a uma velocidade de saída de 590 metros por segundo. A cadência de tiro era de quinze disparos por minuto e tinha um alcance máximo de 6,9 quilômetros. As montagens eram operadas manualmente. O Fürst Bismarck também foi equipado com seis tubos de torpedo de 450 milímetros com um carregamento de dezesseis torpedos. Um dos tubos ficava em uma montagem móvel na popa, quatro ficavam submersos nas laterais e o último ficava na proa, também submerso.

### Blindagem
O Fürst Bismarck era protegido por uma blindagem Krupp. O cinturão principal tinha duzentos milímetros de espessura no centro, diminuindo para cem milímetros nas extremidades. Atrás estavam escudos de cem milímetros para protegerem áreas críticas. O convés principal tinha trinta milímetros de espessura na parte central plana; nas extremidades laterais o convés curvava-se para baixo para se conectar com a extremidade inferior do cinturão. As laterais inclinadas tinham cinquenta milímetros. Ensecadeiras preenchidas com cortiça ficavam acima do convés para melhorar a residência contra inundações. A torre de comando de vante era protegida por uma blindagem de duzentos milímetros de espessura nas laterais e quarenta milímetros no teto, enquanto a torre de comando de ré tinha cem milímetros nas laterais e trinta no teto. As torres de artilharia principais possuíam duzentos milímetros nas laterais e quarenta no teto; o teto ficava inclinado para baixo para reduzir a frente da torre e desta forma o peso total. As torres das armas de 149 milímetros eram protegidas por laterais de cem milímetros e escudos de sessenta milímetros. As armas em casamatas tinham um escudo de cem milímetros de espessura.

## Carreira

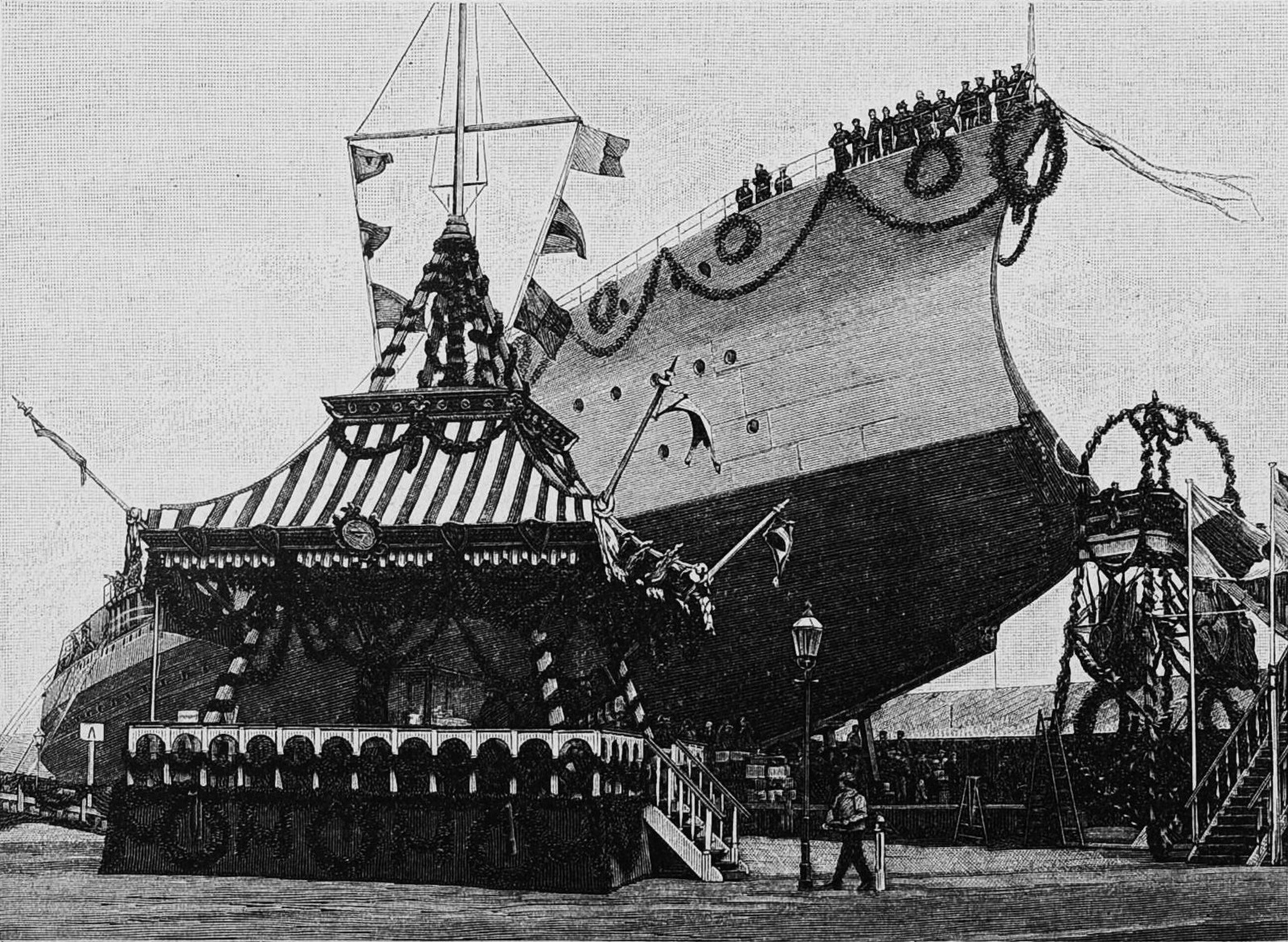
O Fürst Bismarck pouco antes de seu lançamento em setembro de 1897

O contrato para a construção do Fürst Bismarck foi entregue para o Estaleiro Imperial de Kiel e seu batimento de sua quilha ocorreu em 1º de abril de 1896. coincidentemente o 81º aniversário de seu homônimo, o ex-chanceler Otto von Bismarck. Seu casco finalizado foi lançado ao mar em 25 de setembro de 1897, quando foi batizado por Sybille von Bismarck, a nora de Bismarck. Tirpitz, nesta altura o chefe do Escritório Naval Imperial, fez um discurso durante a cerimônia de lançamento. O ironclad SMS Sachsen colidiu acidentalmente com o Fürst Bismarck em 2 de março de 1900 enquanto este ainda estava passando por seu processo de equipagem, com sua popa ficando levemente danificada. O acidente adiou seus testes marítimos até 19 de março. Foi formalmente comissionado em 1º de abril sob o comando do capitão de mar Heinrich von Moltke. Uma segunda rodada de testes começou em 26 de abril e continuou até junho, mas foram interrompidos quando o Levante dos Boxers na China piorou; reforços para a Esquadra da Ásia Oriental alemã eram necessários. Os testes marítimos tinham revelado a necessidade de alterações, mas estas não puderam ser finalizadas antes dele partir.
O cruzador partiu de Kiel em 30 de junho. Parou para reabastecer em Gibraltar e depois em Porto Saíde e Porto Tewfik, estes dois últimos nas duas extremidades do Canal de Suez no Egito. Neste último se encontrou com a canhoneira SMS Tiger, que também estava seguindo para o Extremo Oriente, com os dois navegando juntos por alguns dias. Quarenta e um membros tripulantes sofreram de intermação devido ao forte calor no Mar Vermelho. O Fürst Bismarck parou em Perim no Mar Vermelho e em seguida cruzou o Oceano Índico até Colombo no Ceilão, então prosseguindo em direção de Singapura.

### Esquadra da Ásia Oriental

#### Levante dos Boxers

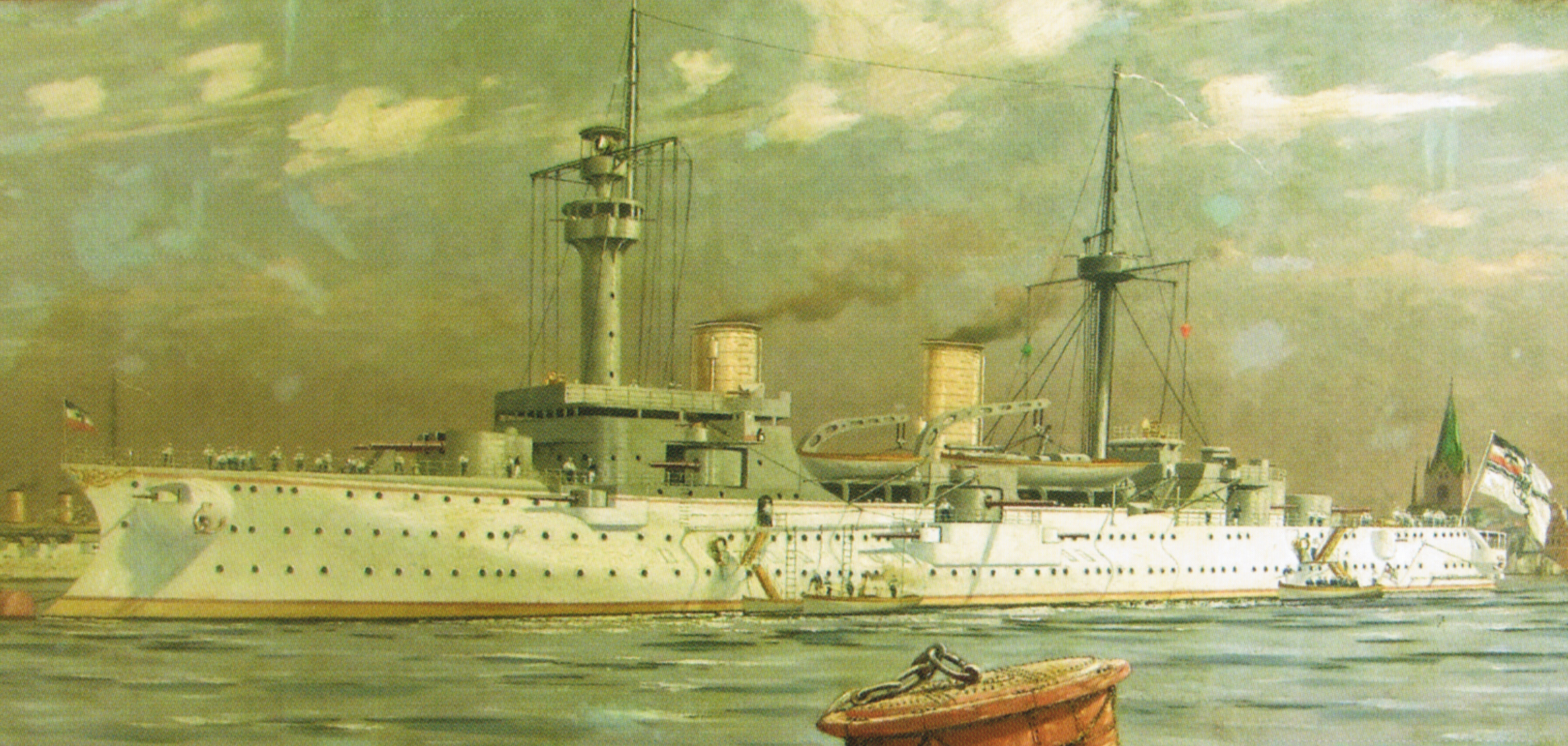
O Fürst Bismarck por Fritz Stoltenberg em 1900

O navio recebeu ordens em 4 de agosto enquanto ainda estava em Singapura para escoltar as embarcações de transporte de tropas SMS Frankfurt e SMS Wittekind até Tsingtao na Baía de Kiauchau. Os três chagaram em 13 de agosto e o vice-almirante Felix von Bendemann, o comandante da Esquadra da Ásia Oriental, transferiu sua bandeira para o Fürst Bismarck quatro dias depois. Na época, a esquadra era formada pelos cruzadores protegidos SMS Hertha, SMS Hansa, SMS Kaiserin Augusta e SMS Irene, e os cruzadores desprotegidos SMS Gefion e SMS Seeadler, este último tendo chegado na região alguns dias antes do Fürst Bismarck. A Divisão Destacada, que consistia nos quatro couraçados da Classe Brandenburg, no aviso SMS Hela e transportadores adicionais, chegou em Hong Kong não muito depois. A esquadra foi reforçada ainda mais no mês seguinte com a chegada dos cruzadores desprotegidos SMS Geier, SMS Schwalbe e SMS Bussard, as canhoneiras SMS Luchs e SMS Tiger, os barcos torpedeiros SMS S90, SMS S91 e SMS S92, e o navio hospital SMS Gera. As forças alemães contribuíram com 24 navios de guerra e dezessete mil soldados para a Aliança das Oito Nações, que no total tinha reunido 250 embarcações e sessenta mil soldados a fim de enfrentar os Boxers. O general marechal de campo alemão Alfred von Waldersee foi colocado no comando das forças multinacionais depois de um acordo com a Rússia.
Bendemann decidiu implementar um bloqueio no rio Yangtzé, empregando para esta tarefa o Fürst Bismarck, Gefion, Irene e a canhoneira SMS Iltis, além dos navios da Divisão Destacada, com o couraçado SMS Wörth cobrindo o desembarque de tropas em Taku. As equipes de desembarque avançaram até Xangai por terra a fim de proteger os europeus na cidade. Bendemann também enviou o Seeadler e o Schwalbe pelo Yangtzé para proteger cidadãos alemães, austro-húngaros e belgas, o Bussard para Amoy, e o Luchs e S91 para Cantão. O vice-almirante colocou sua capitânia em Xangai e o Hertha chegou em 25 de setembro transportando Alfons Mumm von Schwarzenstein, o novo embaixador alemão para a China, que encontrou-se com Bendemann antes de prosseguir para a capital Pequim. As forças da Aliança nesse momento tinham tomado Beicang na foz do rio Peiho, porém o porto congelava frequentemente durante o inverno, assim mais portos eram necessários para apoiar adequadamente as forças em terra. Bendemann levou a maior parte de sua frota para atacar Shanhaiguan e Qinhuangdao, já que estes tinham conexões ferroviárias com Taku e Pequim. O vice-almirante emitiu um ultimato de rendição para os defensores chineses das cidades, que foi aceito e permitiu que a Aliança as tomasse sem derramamento de sangue. O Fürst Bismarck foi para Taku em 5 de outubro, juntando-se ao Hertha, Hela e os couraçados SMS Brandenburg e SMS Kurfürst Friedrich Wilhelm. As forças navais da Aliança concentraram-se na foz do Yangtzé a partir do fim de outubro. Reino Unido e Alemanha suspeitavam que o outro estava tentando garantir uma ocupação permanente da área, porém essas suspeitas mostraram-se falsas. O Fürst Bismarck foi para Nagasaki no Japão em novembro para passar por manutenções, com Bendemann transferindo sua bandeira temporariamente para o Kaiserin Augusta.
Os combates tinham se reduzido em fevereiro de 1901 a ponto de que os navios da Esquadra da Ásia Oriental podiam retornar para suas rotinas normais de treinamento individual e divisional. O Seeadler foi destacado em maio para Yap nas Ilhas Carolinas, enquanto o Hansa transportou o contra-almirante Hermann Kirchhoff em junho para Sydney e Melbourne na Austrália. A Divisão Destacada, o Irene e o Gefion voltaram para a Alemanha no mesmo mês. A Esquadra da Ásia Oriental retomou seus procedimentos de tempos de paz em julho. O Fürst Bismarck visitou portos japoneses acompanhado do Geier, S91 e S92, com ele e o S91 visitando Porto Artur na Manchúria em setembro antes de voltarem para o Japão em outubro. Seguiu-se outro período no estaleiro de Nagasaki, que incluíram reparos na proa. Nessa época o governo chinês já tinha assinado o Protocolo Boxer e encerrado o levante. A experiência de projetar poderio militar a uma distância tão grande provou-se valiosa para o exército e marinha da Alemanha, também deixando particularmente clara a importância de logística. Dessa forma, foi criado em 1902 um departamento de transporte marítimo dentro do Escritório Imperial da Marinha.

#### Rotina de treinamentos

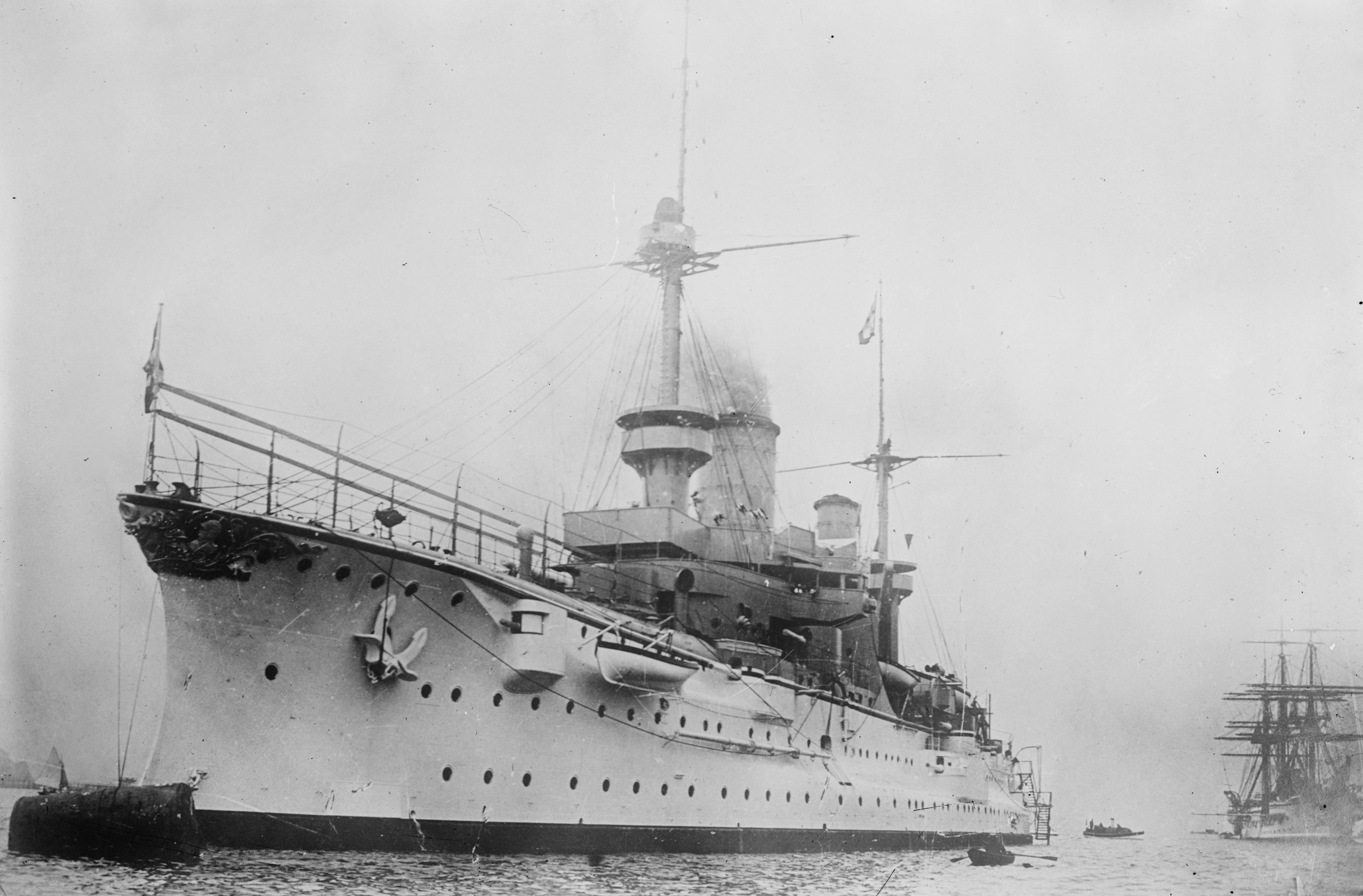
O Fürst Bismarck em local desconhecido

Os reparos do Fürst Bismarck  foram finalizados em 15 de janeiro de 1902 e ele encontrou-se com o Hertha e o Bussard no mês seguinte em Singapura. Bendemann voltou para o navio, porém foi logo substituído no comando da esquadra em 15 de fevereiro pelo vice-almirante Richard Geissler. O cruzador rápido SMS Thetis juntou-se a esquadra no final do mês; seguiram-se mais mudanças na composição da frota, com o Kaiserin Augusta, S91 e S92 retornando para a Alemanha até março. O Schwalbe, Geier e Luchs foram para Ningpo na China em abril com o objetivo de protegerem europeus de tumultos na cidade, enquanto isso o Fürst Bismarck e o resto da esquadra viajaram por portos da Ásia Oriental, desde o Japão até as Índias Orientais Neerlandesas. As embarcações durante esse período realizaram vários exercícios de treinamento e alternaram visitas a Tsingtao e Nagasaki para manutenções periódicas. O Schwalbe voltou para a Alemanha em setembro e seu lugar foi assumido pelo Geier. O imperador Guilherme II da Alemanha presenteou o Fürst Bismarck em dezembro com o Prêmio de Tiro por excelência em artilharia na Esquadra da Ásia Oriental.
O cruzador ancorou na foz do Yangtzé junto com o Hansa e o Thetis no início de 1903, permanecendo no local até meados de março, quando foram para Tsingtao. Ficou no local até abril, quando a esquadra conduziu exercícios de treinamentos até o mês seguinte, durante os quais o cruzador venceu novamente o Prêmio de Tiro. O Fürst Bismarck visitou o Japão na companhia do Bussard, onde Geissler e sua equipe receberam uma visita do imperador Meiji. As duas embarcações então visitaram em agosto a Frota do Pacífico russa em Vladivostok. O contra-almirante Curt von Prittwitz und Gaffron substituiu Geissler no comando da esquadra em 15 de novembro, depois do qual o Fürst Bismarck foi novamente para Nagasaki em dezembro a fim de passar por outro período de manutenção.
O ano de 1904 começou com a mesma rotina de exercícios e visitas para portos estrangeiros. As tensões entre a Rússia e o Japão estavam crescendo consideravelmente nessa época sobre seus interesses conflitantes sobre a Coreia, com o Almirantado Imperial Alemão instruindo Prittwitz und Gaffron em 7 de janeiro que seus navios deveriam manter estrita neutralidade em relação aos dois países. O Hansa evacuou cidadãos alemães e austro-húngaros de Porto Artur e Dalniy entre 20 e 23 de janeiro. O Japão cortou relações diplomáticas com a Rússia em 5 de fevereiro e realizou um ataque noturno surpresa contra a frota russa ancorada em Porto Artur na noite do dia 8 para o dia 9, porém sem uma declaração de guerra formal. O Hansa retornou para a cidade em 12 de fevereiro para evacuar os últimos civis, enquanto o Thetis foi enviado para Chemulpo com o mesmo objetivo entre os dias 21 e 22. Vários navios russos danificados procuraram refúgio em Tsingtao depois da Batalha do Mar Amarelo em 10 de agosto, incluindo o couraçado Tsesarevich e o  cruzador protegido Novik, permanecendo internados no local até o fim da Guerra Russo-Japonesa. O Fürst Bismarck e o resto da Esquadra da Ásia Oriental ocuparam-se pelo restante do conflito em garantir o internamento das embarcações e a destruição de minas russas que poderiam ameaçar o comércio alemão.
A esquadra continuou com sua rotina de exercícios apesar do andamento da guerra, com o Fürst Bismarck vencendo o Prêmio de Tiro novamente. Ele, o Hertha e o Seedler estiveram presentes em Xangai para a abertura de um clube alemão na cidade. Tumultos na China no começo de 1905 forçaram os navios a ficarem atracados em portos locais até meados março. Prittwitz und Gaffron convocou as embarcações de volta para Tsingtao quando a Segunda Esquadra Russa do Pacífico aproximou-se da área; a força russa foi aniquilada pelos japoneses na Batalha de Tsushima e os navios alemães em seguida retornaram para seus treinamentos. O Seedler e o Thetis foram enviados mais tarde no mesmo ano para a colônia da África Oriental Alemã com o objetivo de combater uma revolta contra o domínio alemão. Uma doca flutuante foi completada em Tsingtao em agosto, o que permitiu que a Esquadra da Ásia Oriental concertasse seus próprios navios; o Fürst Bismarck passou por reparos lá em outubro. O contra-almirante Alfred Breusing substituiu Prittwitz und Gaffron em 11 de novembro, com as embarcações iniciando em dezembro uma viagem pelo sul da Ásia Oriental, porém o cruzeiro precisou ser interrompido por tumultos em Xangai que necessitaram da presença do Fürst Bismarck. O cruzador enviou um grupo de desembarque para terra junto com homens das canhoneiras Tiger, SMS Jaguar e SMS Vaterland. Os homens patrulharam o centro da cidade e protegeram o consulado alemão, porém não se envolveram com os tumultos.

#### Últimas operações

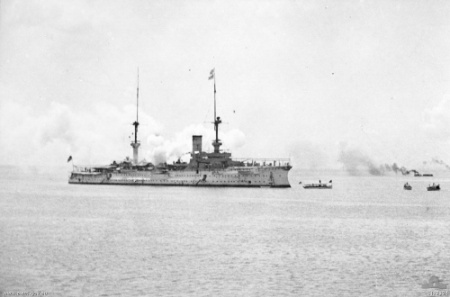
O Fürst Bismarck em Manila nas Filipinas

O cruzador começou uma viagem pela Índias Orientais em janeiro de 1906, depois do qual foi para Hong Kong no final do mês seguinte. Ele permaneceu lá por quase um mês até partir de 23 de março a fim de encontrar-se com o resto da esquadra, que então já podia deixar Xangai. O Fürst Bismarck e o Hansa, os únicos grandes navios designados para a esquadra na época, visitaram portos japoneses em maio. O navio foi em 28 de maio para Taku, de onde Breusing e sua equipe viajaram por terra até Pequim, sendo os primeiros oficiais alemães a visitarem o imperador Guangxu e a imperatriz viúva Cixi depois do Levante dos Boxers. O Hansa iniciou em 4 de julho uma viagem de volta para a Alemanha, com o cruzador rápido SMS Niobe chegando em 9 de agosto com o objetivo de entrar na esquadra. O cruzador rápido SMS Leipzig chegou em 19 de novembro para fortalecer mais a frota. O Fürst Bismarck e o Tiger foram para outra viagem pela Indonésia e Japão no começo de 1907. O contra-almirante Carl von Coerper chegou em 13 de maio para substituir Breusing; ele começou seu período no posto viajando pelo Yangtzé a bordo do Tiger a fim de familiarizar-se com os interesses alemães na área. Ele retornou para o Fürst Bismarck e visitou o Japão acompanhado do Niobe. O cruzador venceu seu quarto Prêmio de Tiro durante as manobras da esquadra naquele ano.
O cruzador rápido SMS Arcona juntou-se a esquadra em 23 de outubro, trazendo a força da unidade de volta para quatro cruzadores. O Fürst Bismarck viajou para o Sião em janeiro de 1908, onde recebeu a visita do rei Chulalongkorn. Visitou o Japão no mesmo ano, onde recebeu a bordo o almirante Tōgō Heihachirō, o comandante japonês da Batalha de Tsushima. O resto do ano transcorreu pacificamente e o navio recebeu ordens no início de 1909 para que retornasse para Alemanha a fim de passar por reparos. A condição material do navio nesta altura já estava bastante deteriorada, porém sua inadequação e estado de deterioração já tinham sido relatados em 1906, porém na época havia uma escassez de cruzadores blindados para substituí-lo. Esperava-se que reparos temporários poderiam manter o Fürst Bismarck em serviço até que o novo cruzador blindado SMS Blücher pudesse ser enviado, porém a embarcação continuou a sofrer de problemas de manutenção. Estas questões tornaram-se tão grandes que não podiam mas ser remediadas pela doca flutuante de Tsingtao, além de ser muito caro realizar as obras em outro lugar da Ásia, assim o cruzador blindado SMS Scharnhorst foi enviado para substituí-lo antes que o Blücher ficasse disponível. Foi planejado que os dois se encontrariam em Singapura em agosto para a transferência da equipe do almirante.
O Fürst Bismarck foi inspecionado no início de 1909 e vários problemas sérios foram descobertos. Uma de suas bombas d'água principais estava inoperante e furos significativos causados por ferrugem foram descobertos no fundo interno. Consequentemente, sua viagem de volta foi adiantada e ele deixou Tsingtao em 8 de abril. Se encontrou no dia 29 em Colombo com o Scharnhorst, que se tornou a nova capitânia da Esquadra da Ásia Oriental. Chegou em Kiel em 13 de junho e foi descomissionado no dia 26.

### Final de carreira

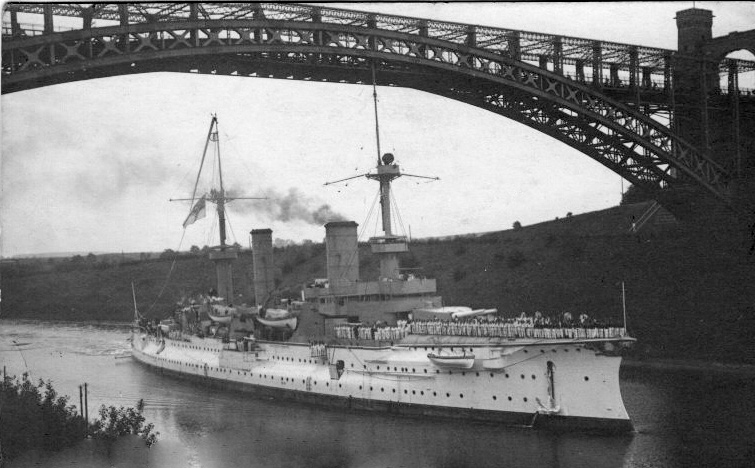
O Fürst Bismarck no Canal Imperador Guilherme em 13 de junho de 1909

O Fürst Bismarck foi para o Estaleiro Imperial de Kiel em 1910 a fim de passar por uma grande modernização. Parte do trabalho incluía convertê-lo em um navio-escola de torpedos a fim de substituir o antigo ironclad SMS Württemberg. Seus mastros foram substituídos com mastros de poste mais leves e seus dois canhões de 149 milímetros mais de ré foram removidos, bem como a obsoleta bateria terciária. Um dos tubos de torpedo de bombordo também foi removido para liberar espaço interno. Os trabalhos prosseguiram lentamente, demorando quatro anos para serem concluídos, e só foram finalizados pouco após o início da Primeira Guerra Mundial em julho de 1914. O cruzador foi recomissionado em 28 de novembro sob o comando do capitão de mar Ferdinand Bertram, antigo chefe da escola de artilharia. O Fürst Bismarck completou seus testes marítimos, porém não foi colocado em uma unidade de linha de frente na guerra por causa de seu baixo valor em combate. Além disso, uma escassez de tripulantes treinados impediu qualquer tentativa de prepará-lo para operações ofensivas. Em vez disso foi designado para o I Inspetoria Marítima em Kiel para uso como navio-escola.
Completou mais uma rodada de testes marítimos em 16 de janeiro de 1915. Voltou ao estaleiro para que suas válvulas de comporta fossem cortadas em suas anteparas longitudinais. Esta foi uma medida aplicada em muitos dos navios mais antigos ainda em serviço, cuja intenção era evitar emborcamentos no caso de danos subaquáticos ao casco. Trabalhos na embarcação prosseguiram pelos meses seguintes, com o Fürst Bismarck fazendo curtas viagens à Baía de Kiel para exercícios de treinamento, incluindo tiro ao alvo. Várias dessas viagens foram canceladas por causa de relatos de submarinos inimigos na área. Ele realizou tiro ao alvo contra o Sachsen, que estava sendo usado na época como alvo de tiro. Foi usado no final de fevereiro como alvo móvel para tripulações de submarinos. Ficou em uma doca seca entre 13 e 24 de março para mais alterações, incluindo hélices modificadas que tinham um impulso reduzido. Depois disso foi usado como um navio-escola semi-estacionário para tripulações de engenharia. O cruzador ficava ancorado à boias e suas hélices de impulso reduzido permitiam que elas fossem usadas em qualquer direção sem mover a embarcação. Um dos benefícios do Fürst Bismarck era que ele ainda tinha caldeiras de tubos d'água e tubos de fogo, permitindo que tripulantes fossem treinados para operarem diferentes navios.
Foi progressivamente desarmado para que os canhões pudessem ser usados em outros lugares. Todas as suas armas de 88 milímetros foram removidas em 17 de dezembro de 1915, enquanto entre 4 e 15 de maio de 1916 foi a vez dos canhões de 240 milímetros e quatro canhões de 149 milímetros. A torre de artilharia principal de ré foi convertida em sala de aula depois. As armas restantes de 149 milímetros foram removidas entre 4 e 6 de setembro. O Fürst Bismarck foi para uma doca seca de novo em 29 de janeiro de 1917 para ter suas hélices de volta para que pudesse se mover por conta própria e ser usado em outras funções. O navio estava significativamente mais leve depois da remoção de suas armas, assim duzentas toneladas de sucata foram adicionadas, bem como oitocentas toneladas de água em alguns espaços vazios internos. A partir de 1917 foi usado para treinar comandantes de submarinos e zepelins. A embarcação foi descomissionada em 31 de dezembro de 1918 depois da derrota alemã na guerra, porém permaneceu no inventário da frota até meados de 1919. Ele serviu de escritório flutuante até 27 de maio, depois foi removido do registro naval em 17 de junho. O cruzador então foi transferido de volta para Kiel e vendido inicialmente para uma companhia de Schleswig-Holstein. Foi revendido para a Brandt & Sohn, que o desmontou em Rendsburg entre 1919 e 1920.

### Citações
1. ↑  Dodson 2018, p. 7.
2. ↑  Nottelmann 2024, pp. 105–107.
3. ↑  Sondhaus 1997, pp. 177–181.
4. ↑  Nottelmann 2024, pp. 107–108.
5. ↑  Padfield 1974, p. 37.
6. ↑  Nottelmann 2024, pp. 108–111.
7. ↑  Nottelmann 2024, pp. 113–114.
8. ↑  Nottelmann 2024, pp. 112–114, 118, 124–129.
9. 1 2  Nottelmann 2025, p. 115.
10. ↑  Nottelmann 2025, pp. 110–112.
11. ↑  Dodson 2016, pp. 8–9.
12. 1 2  Nottelmann 2024, p. 131.
13. ↑  Dodson 2016, pp. 44, 51.
14. ↑  Nottelmann 2025, pp. 110, 114–116.
15. ↑  Nottelmann 2025, pp. 116–120.
16. ↑  Nottelmann 2025, p. 120.
17. 1 2  Dodson 2016, pp. 51–52.
18. ↑  Nottelmann 2025, p. 121.
19. ↑  Nottelmann 2025, pp. 121–127.
20. ↑  Campbell & Sieche 1986, p. 142.
21. ↑  Dodson 2016, p. 52.
22. 1 2 3  Gröner 1990, pp. 48–49.
23. 1 2 3 4  Nottelmann 2025, p. 136.
24. 1 2 3 4 5 6 7 8 9 10 11  Gröner 1990, p. 49.
25. ↑  Nottelmann 2025, p. 129.
26. 1 2  Dodson 2016, p. 51.
27. ↑  Nottelmann 2025, p. 133.
28. ↑  Friedman 2011, p. 141.
29. 1 2 3  Campbell & Sieche 1986, p. 140.
30. ↑  Nottelmann 2025, pp. 127, 131.
31. ↑  Friedman 2011, p. 143.
32. ↑  Friedman 2011, p. 146.
33. ↑  Nottelmann 2025, p. 135.
34. ↑  Nottelmann 2025, pp. 127, 136.
35. 1 2  Hildebrand, Röhr & Steinmetz 1993, pp. 164–166.
36. ↑  Hildebrand, Röhr & Steinmetz 1993, p. 166.
37. ↑  Hildebrand, Röhr & Steinmetz 1993, p. 167.
38. ↑  Hildebrand, Röhr & Steinmetz 1993, pp. 167–168.
39. ↑  Hildebrand, Röhr & Steinmetz 1993, pp. 168–169.
40. ↑  Hildebrand, Röhr & Steinmetz 1993, p. 169.
41. ↑  Hildebrand, Röhr & Steinmetz 1993, pp. 169–170.
42. ↑  Hildebrand, Röhr & Steinmetz 1993, pp. 170–171.
43. ↑  Hildebrand, Röhr & Steinmetz 1993, pp. 171–172.
44. 1 2  Hildebrand, Röhr & Steinmetz 1993, p. 172.
45. ↑   «Notes & Quotes». The British North Borneo Herald. 1 de março de 1906. p. 47
46. 1 2 3  Hildebrand, Röhr & Steinmetz 1993, pp. 172–173.
47. ↑  Nottelmann 2025, p. 138.
48. ↑  Nottelmann 2025, pp. 138–140.
49. 1 2  Nottelmann 2025, pp. 140–141.
50. ↑  Nottelmann 2025, p. 141.
51. ↑  Nottelmann 2025, pp. 141–142.
52. ↑  Nottelmann 2025, pp. 142–144.
53. 1 2  Hildebrand, Röhr & Steinmetz 1993, p. 173.
54. ↑  Dodson & Cant 2020, p. 103.